# 大崎節郎
大崎 節郎（おおさき せつろう、1933年3月6日 - ）は、日本のプロテスタント神学者。東北学院大学名誉教授。
島根県生まれ。1958年東京神学大学大学院修士課程（組織神学）修了。のちゲッティンゲン大学卒業。東北学院大学助教授、教授、名誉教授。1989年「カール・バルトのローマ書研究」で筑波大学文学博士。1991年尚絅学院理事、1999年学院長、同評議員。

## 著書
- 神の権威と自由（日本基督教団出版局 1982年）
- カール・バルトのローマ書研究（新教出版社 1987年）
- 恩寵と類比 バルト神学の諸問題（新教出版社 現代神学双書 1992年）
- 光あれ! 説教集（一麦出版社 2007年）

### 編纂
- 改革派教会信仰告白集（全6巻・別巻1 編 一麦出版社 2011年-2013年）

### 翻訳
- ティーリケ『主の祈り 世界をつつむ祈り』（新教出版社 1962年）
- 『ボンヘッファー選集 第8 説教』（新教出版社 1964年）
- 『カール・バルト説教選集』3、5（佐藤司郎、村椿嘉信共訳 日本基督教団出版局 1992年-1995年）
- 『ボンヘッファー説教全集 2 (1931-1935年)』（共訳 新教出版社 2004年）
- 『ボンヘッファー聖書研究 新約編』（浅見一羊、長谷川晴子、畑祐喜、堀光男、村上伸、森野善右衛門、森平太共訳 新教出版社 2006年）